# 룩셈부르크어
룩셈부르크어(Lëtzebuergesch, [ˈlət͡səbuɐ̯jəʃ])는 룩셈부르크와 주변 지역에서 쓰이는 서게르만어군 언어이다. 독일에서 쓰이는 표준 독일어처럼 고지 독일어의 일종이며, 더 상세히는 서중부 독일어의 한 변종인 모젤 프랑크어 방언군에 속한다. 유럽 연합에서 룩셈부르크어는 소수 언어의 지위를 가지지만 유럽 연합의 공용어로는 지정되지 않았다. 전 세계적으로 약 300,000명의 사람들이 룩셈부르크어를 사용한다.
이 언어는 현대에 표준화되어 공식적으로 룩셈부르크 대공국의 국어로 지정되어 있다. 이에 따라 룩셈부르크어는 (대공국 내에서도 많이 사용되는) 독일어와는 차이가 있다. 독일어는 룩셈부르크의 국가 표준의 한 종류로 존재하며 이는 독일, 오스트리아 또는 스위스의 표준 형태와는 조금 다르다. 룩셈부르크의 또 다른 주요 언어는 프랑스어인데, 이는 국어인 룩셈부르크어와 룩셈부르크에서 쓰이는 독일어에도 어느 정도 영향을 미쳤다. 룩셈부르크어, 독일어, 프랑스어는 룩셈부르크의 세 가지 공식 언어(Amtssprachen)를 이룬다.

## 역사
룩셈부르크어는 제2차 세계 대전 전까지 다른 많은 방언과 마찬가지로 독일어의 일개 방언으로 간주되었으나 이후 아우스바우(ausbau)를 거치면서 어휘, 문법, 철자법에 있어서 고유한 표준 형식이 만들어졌으며 오늘날에는 독립된 언어로 간주된다. 룩셈부르크어는 독일어의 국가적 다원적 표준 다양성이 아닌 이름을 지닌 독립 언어로 구성되어 강력한 단일 표준 독일어 공리에 맞서 언어적 자율성을 획득했다.
룩셈부르크어에는 최대 약 285,000명의 원어민이 있기 때문에 책, 신문, 잡지, 텔레비전, 인터넷 등과 같은 언어 자료가 제한되어 있다. 대부분의 룩셈부르크인들은 표준 독일어와 프랑스어도 사용하기 때문에 두 언어 모두 방대한 언어 자원을 보유하고 있는 이들 언어와의 경쟁이 치열하다. 이 때문에 룩셈부르크어 사용은 여전히 제한적이다.

## 형태론
- 인칭대명사

| 구분        | 주격      | 목적격    | 여격        |
| ----------- | --------- | --------- | ----------- |
| 1 인칭 단수 | ech       | mech      | mir (mer)   |
| 2 인칭 단수 | du (de)   | dech      | dir (der)   |
| 3 인칭 남성 | hien (en) | hien (en) | him (em)    |
| 3 인칭 여성 | si (se)   | si (se)   | hir (er)    |
| 3 인칭 중성 | hatt (et) | hatt (et) | him (em)    |
| 1 인칭 복수 | mir (mer) | äis/eis   | äis/eis     |
| 2 인칭 복수 | dir (der) | iech      | iech        |
| 3 인칭 복수 | si (se)   | si (se)   | hinnen (en) |

## 상용 표현
| 네덜란드어                              | 룩셈부르크어                              | 현대 독일어                               | 한국어                               |
| --------------------------------------- | ----------------------------------------- | ----------------------------------------- | ------------------------------------ |
| Ja.                                     | Jo.                                       | Ja.                                       | 네.                                  |
| Nee(n).                                 | Nee(n).                                   | Nein.                                     | 아니요.                              |
| Misschien, wellicht                     | Vläicht.                                  | Vielleicht.                               | 아마도                               |
| Hallo. (also moi in the north and east) | Moien.                                    | Hallo. (also Moin in the north)           | 안녕하세요.                          |
| Goedemorgen.                            | Gudde Moien.                              | Guten Morgen.                             | 안녕하세요. (아침 인사)              |
| Goedendag. or Goedemiddag.              | Gudde Mëtteg.                             | Guten Tag.                                | 안녕하세요. (낮 인사)                |
| Goedenavond.                            | Gudden Owend.                             | Guten Abend.                              | 안녕하세요. (저녁 인사)              |
| Tot ziens.                              | Äddi.                                     | Auf Wiedersehen.                          | 안녕. (헤어질 때)                    |
| Dank u or Merci. (Belgium)              | Merci.                                    | Danke.                                    | 감사합니다.                          |
| Waarom? or Waarvoor?                    | Firwat?                                   | Warum? or Wofür?                          | 왜요?                                |
| Ik weet het niet.                       | Ech weess net.                            | Ich weiß nicht.                           | 모르겠습니다.                        |
| Ik versta het niet.                     | Ech verstinn net.                         | Ich verstehe nicht.                       | 이해를 못했습니다.                   |
| Excuseer mij or Wablief? (Belgium)      | Watgelift? or Entschëllegt?               | Entschuldigung?                           | 실례합니다.                          |
| Slagerszoon.                            | Metzleschjong.                            | Metzgersohn. / Metzgerjunge.              | 정육점 아들.                         |
| Spreek je Duits/Frans/Engels?           | Schwätzt dir Däitsch/Franséisch/Englesch? | Sprichst du Deutsch/Französisch/Englisch? | 독일어/프랑스어/영어를 구사하십니까? |
| Hoe heet je?                            | Wéi heeschs du?                           | Wie heißt du?                             | 당신의 이름은 무엇입니까?            |
| Hoe gaat het?                           | Wéi geet et?                              | Wie geht's?                               | 어떻게 지내십니까?                   |

### 요일
| Méindeg     | [메인데쉬]   | 월요일 |
| Dënschdeg   | [된쉬데쉬]   | 화요일 |
| Mëttwoch    | [뫼트보흐]   | 수요일 |
| Donneschdeg | [도너쉬데쉬] | 목요일 |
| Freideg     | [프라이데쉬] | 금요일 |
| Samschdeg   | [잠쉬데쉬]   | 토요일 |
| Sonndeg     | [존데쉬]     | 일요일 |

### 숫자
| 1  | eent   |
| 2  | zwee   |
| 3  | dräi   |
| 4  | véier  |
| 5  | fënnef |
| 6  | sechs  |
| 7  | siwen  |
| 8  | aacht  |
| 9  | néng   |
| 10 | zéng   |